# Довжик (соколярство)

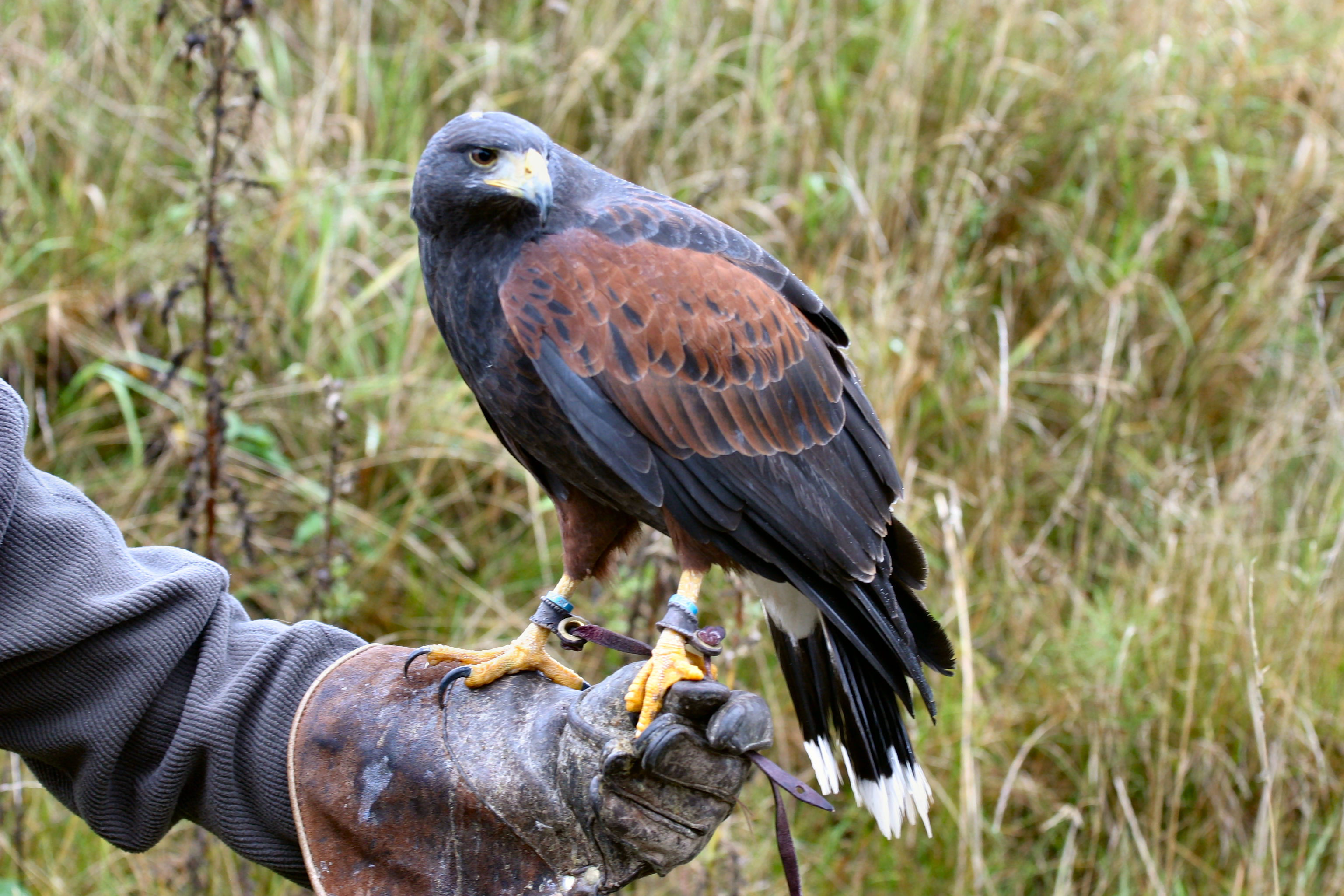
Бардовий довжик на опутенках ястурба.

Довжик або довжник — у соколиному полюванні шкіряний чи суконний ремінець, довжиною 70 см, що кріпиться до опутенок мисливського птаха. Використовується для утримування птаха на рукавиці мисливця.
Для щільного закріплення довжика в кільцях опутенок, на кінці довжикового ремінця зав'язують вузол, який інколи укріплюють круглою чи прямокутною шайбою з твердою шкіри.